# Мысы (Челябинская область)
Мысы — упразднённая деревня в Сосновском районе Челябинской области. На момент упразднения входила в состав Кременкульского сельсовета. Исключена из учётных данных в 1995 году.

## География
Располагалась между озёрами Мысово и Барышево, на расстоянии примерно 2,5 км по прямой к северо-востоку от поселка Северный.

## История
По данным на 1970 год деревня Мысы входила в состав Кременкульского сельсовета. В нёй располагалась бригада Северного отделения совхоза «Митрофановский».
Исключена из учётных данных Постановлением Областной Думы Челябинской области от 21 декабря 1995 года № 307.

## Население
| 1970 | 1977 | 1983 |
| ---- | ---- | ---- |
| 178  | ↘27  | ↘15  |